# أنور يوسف
أنور يوسف (24 أكتوبر 1987) لاعب كرة قدم بحريني يلعب حاليا لصالح نادي الدرجة الأولى المحرق البحريني في مركز الوسط المحوري كما يجيد اللعب في مراكز الوسط الأيسر والوسط المدافع قلب الدفاع والظهير الأيسر.

## العقد المالي
تبلغ قيمة شراء عقده السوقية 2800 دينار بحريني (حوالي 7400 دولار أمريكي) ويرتبط بعقد احترافي مع نادي المحرق يحصل بموجبه على 450 دينار بحريني (1190 دولار أمريكي) شهريا.

## الإنجازات
- الدرجة الأولى (5): 2007، 2008، 2009، 2011، 2015
- كأس ملك البحرين (6): 2008، 2009، 2011، 2012، 2013، 2016
- كأس ولي العهد (3): 2007، 2008، 2009
- كأس الاتحاد الآسيوي (1): 2008
- كأس الاتحاد البحريني (1): 2009
- كأس الخليج للأندية (1): 2012